# Henry Haversham Godwin-Austen
Henry Haversham Godwin-Austen (Teignmouth, 6 de juliol de 1834 - 2 de desembre de 1923) va ser un geòleg i topògraf anglès. Era fill de Robert Alfred Cloyne Godwin-Austen.
Godwin-Austen estudià al Royal Military College, Sandhurst. Entrà a l'exèrcit el 1851, arribant al rang de tinent-coronel. Durant diversos anys va servir al Gran Projecte de Topografia Trigonomètrica de l'Índia, retirant-se el 1877. Va donar molta importància a la geologia, però ha estat més reconegut per les seves investigacions sobre la història natural de l'Índia i com l'escriptor de La regió i l'aigua dolça Mollusca de l'Índia (1882 - 1887). També fou un destacat ornitòleg, escrivint diverses obres sobre la temàtica, entre les quals destaca Aus d'Assam (1870 - 78); i descobrint diverses aus. Algunes de les seves obres les va escriure junt a Arthur Hay, 9è marqués de Tweeddale.
El pic K2 del Karakoram fou anomenat originàriament Mount Godwin-Austen en honor seu, però actualment es fa servir majoritàriament el nom de K2. La glacera de Godwin Austen, que neix al peu del K2 si que ha mantingut el seu nom.
Al llarg de la seva vida Godwin-Austen va ser membre de diferents societats britàniques:
- Royal Society
- Societat Zoològica de Londres
- Royal Geographical Society
- British Ornithologists' Union